# جنبش حقوق والدین
جنبش حقوق والدین (به انگلیسی: parents' rights movement)، یک جنبش حقوق مدنی است که اعضای آن اساساً علاقمند به آن مواردی هستند که روی پدران، مادران و کودکان در رابطه به حقوق خانواده، شامل حضانت کودکان اثر می‌گذارد.

## حضانت کودکان
بعضی از مدافعین حقوق والدین ادعا می‌کنند که حقوق والدینِ تعداد زیادی از والدین، بصورت غیر ضروری خاتمه یافته و کودکان از پدران و مادرانشان جدا شده و بر اساس حکم دادگاه‌های خانوادگی و ادارات خدمات اجتماعی، دولتی که به دنبال تکمیل اهداف تعیین شده خود هستند نه اینکه هر یک از قضایا را بدرستی بررسی نمایند، به سرپرستی داده شده‌اند.

## پادشاهی انگلستان

### پذیرفتن به فرزندی
در ژوئن ۲۰۰۷ میلادی، مدافعین حقوق والدین بریتانیا، دادگاه‌های محلی را مورد انتقاد قرار داده و ادعا کردند که دادگاه با کودکان همچون کالا برخورد می‌کند و در مورد آنها بدون درنظر گرفتن شواهد و با شهادت‌های کاذب تصمیم اتخاذ می‌کنند و سری بودن اتاق دادگاه، برای خانواده‌ها و کودکان زیان بار است. در ژوئیهٔ ۲۰۱۷ میلادی، یک قاضی حکم کرد که «شورای شهرستان گلوسسترشایر» به صورت غیرقانونی یک کودک را از مادر آسیب پذیرش دور ساخته‌است.

### درمان پزشکی
معضل حقوق والدین بنابر مخالفت‌ها بر سر درمان کودک نیز بروز کرده‌است. دو قضیه مشهور اخیر در پادشاهی انگلستان عبارت از پروندهٔ چارلی گارد در ۲۰۱۷ میلادی و پروندهٔ آشیا کینگ در ۲۰۱۴ میلادی می‌باشند. در هر دو پرونده، مخالفت‌ها میان والدین و پزشکان بر سر نحوهٔ مداوای کودکان بلند شده و پرونده‌ها به دادگاه کشانده شده‌اند. در این پرونده‌ها یک مناظره داغ ایجاد شده مبنی بر اینکه چه کسی باید حرف آخر را بزند؟ از والدین یا از پزشکان؟

## ایالات متحده

### ضمیمه حقوق والدین در قانون اساسی ایالات متحده
«ضمیمه حقوق والدین» توسط آقای پیت هوکسترا‏ (R-MI) در ۳۱ مارس ۲۰۰۹ میلادی پیشنهاد گردیده و در ۲۷ آوریل ۲۰۰۹ میلادی با کد H.J.Res.42. شماره گذاری شد، این موضوع به کمیته فرعی قانون اساسی، حقوق مدنی، و آزادی‌های مدنی ارجاع گردید و توانست ۱۴۱ حامی مشترک را کسب کند.
در مجلس سنا، یک صورت دعوی مشابه (که شماره آن S.J.Res.13 است) توسط سناتور دیوید ویتر (R-LA) در ۳ مارس ۲۰۰۹ میلادی معرفی گردید، اما حامی مالی دیگری به آن افزوده نشد. این مورد به کمیتهٔ قضایی ارجاع گردید.
در ۱۴ می، ۲۰۰۹ میلادی، سناتور جیم دمینت (R-SC) ضمیمه حقوق والدین را با یک بخش اضافی پیشنهاد کرد که در آن توضیح داده شده بود: «این ماده بعد از تاریخ تصویب مرعی الاجرا می‌گردد». شماره این پرونده S.J.Res.16 بود؛ این پرونده به کمیتهٔ قاضیان ارجاع یافت. برای این پرونده ۶ حامی مالی مشترک پیدا شد.
یک معاهده جهانی حقوق کودکان که توسط تمام اعضای سازمان ملل متحد (UN) به استثنای ایالات متحده و سومالی تصویب گردید، آنقدر منتقدین آمریکایی را موجه خود ساخت که برخی اکنون فشار می‌آورند که باید ضمیمه‌ای بر حقوق والدین در قانون اساسی اضافه گردد تا کاستی‌های قبلی جبران گردد. پیت هوکسترا، نمایندهٔ جمهوری‌خواه، ضمیمه‌ای را پیشنهاد کرد تا به عنوان سپری در مقابل پذیرش احتمالی «قرارداد حقوق کودک» سازمان ملل متحد عمل کند. مخالفین معاهده بیان داشتند که این کار باعث می‌شود تا مأمورین دولتی و کمیته خبرگان سازمان ملل متحد (UN) که در جنوا قرار دارد در موارد مربوط به اجازه‌های والدین مداخله کنند.
هوکسترا گفت که او و هم‌پیمانانش نگران بعضی از حکم‌های اخیر دادگاه هستند که تلاش می‌ورزند تا حقوق والدین را از میان بردارند، اما معاهده سازمان ملل متحد (UN) نگرانی اصلی آنها است.
ضمیمه او بدین صورت آغاز می‌شود: «آزادی والدین در امر مدیریت آموزش و پرورش کودکانشان یک حق اساسی آنها محسوب می‌شود». این ضمیمه بیان می‌دارد که دولت ایالات متحده و ایالات نمی‌توانند آن حق را بدون توجیه واضحی نقض کنند و اینگونه نتیجه‌گیری می‌کند: «هیچ معاهده‌ای نباید پذیرفته شده و هیچ منبع قانون بین‌المللی نباید به گونه‌ای به کار گرفته شود که حقوق تضمین شده توسط این ماده را نادیده گرفته، تعدیل و تعبیر کند یا بالای این حقوق تطبیق گردد».
تصویب یک معاهده بین‌المللی نیازمند حمایت از سوی دو ثلث مجلس سنا است؛ لذا نظر به ساختار فعلی مجلس–ضروری است تا تعدادی از جمهوری خواهان با اکثریت دموکرات‌ها هم‌نظر گردند.
تا بحالا، این صورت دعوا تا مجلس نمایندگان یا مجلس سنا برای رای‌گیری آورده نشده و بعد از اولین باری که معرفی شد، در هر جلسه دوباره معرفی شده‌است.
در ۳۰ ژانویهٔ ۲۰۱۹ میلادی، صورت دعوای H.J.Res.36 این است: «پیشنهاد یک ضمیمه به قانون اساسی ایالات متحده در رابطه به حقوق والدین»، توسط نماینده‌ای به نام جیم بنکس‏ (R-IN) به مجلس نمایندگان معرفی گردید. یک پیشنهاد ضمیمه جدید قانون اساسی، حقوق والدین را همراه با حقوق فعلی آزادی بیان، ادیان، رسانه‌ها، و سایر حقوق در قانون اساسی ایالات متحده تأسیس خواهد کرد.
به‌طور خاص، این امر «آزادی والدین در امر مدیریت آموزش، پرورش، و مراقبت از اطفال شان» را تأیید می‌کند. بخش آموزش حقوق انتخاب مدارس خصوصی، مدارس مذهبی یا تدریس در خانه را تأیید می‌کند.
همچنان شفاف می‌سازد که این ضمیمه «روی اقدامات یا تصمیمات والدین در خصوص خاتمه دادن به زندگی کودکان اعمال نمی‌شود». به عبارت دیگر، این بدین معنی است که حقوق والدین نباید تا حدی باشد که آنها حق سقط کودکان خود را پیدا کنند.
در ۲۲ سپتامبر ۲۰۲۰ میلادی، بنیاد حفظ خانواده، یک مؤسسه غیرانتفاعی ۵۰۱‏(c)(۳) که از حقوق کودکان و والدین دفاع می‌کند، در وبسایت petitions.whitehouse.gov، یک دادخواهی با عنوان «ما مردم» را راه اندازی کرده تا امضا جمع‌آوری کند و کنگره را وادارد تا بر اساس H.J.Res.36 که در جریان جلسه (۲۰۱۹–۲۰۲۰ میلادی) در مقابل کنگره قرار داشت، عمل کند.
حمایت کنندگان ادعا می‌کنند که این صورت دعوی صرف نظر از کنترل دولتی، به ۱۷۳ میلیون والدین آمریکایی حق و آزادی صریحی می‌دهد.

### مخالفت
مخالفین بر این نظر هستند که این ضمیمه می‌تواند پیامدهای ناخواسته‌ای را، از لحاظ طبی گرفته تا حقوقی، به همراه داشته باشد.
مِگ گاردینیر، رئیس ائتلاف ملی حمایت از معاهده گفت: «هیچ معاهده سازمان ملل متحد (UN)، هیچگاه نمی‌تواند حاکمیت ملی این کشور را غصب کند». «تصویب این معاهده می‌تواند اعتبار ما را در سطح جهانی افزایش دهد».
پاتریشیا دونوان از مؤسسه گوتمکر در یک خلاصه ضمیمه مشابه قانون اساسی در سطح ایالات که بعداً در کولورادو ناموفق بود، چنین نوشت: «این ضمیمه خطرناک بود، زیرا کودکان در خانه‌ها مورد بدرفتار قرارداده می‌شدند و نوجوانان نمی‌توانستند معلومات و خدماتی را دریافت کنند که به آنها کمک کند از حاملگی، بیماری‌های مقاربتی جنسی و سقط جنین جلوگیری نمایند».
دونوان ادامه داد: «هرچند روی کاغذ جذاب به نظر می‌رسد اما در عمل، مکاتب دولتی را به میدان جنگ ایدئولوژیکی برای والدین که ارزش‌های مخالف دارند، مبدل می‌کند و به فرزندی گرفتن کودکان را مشکل‌تر می‌کند، زیرا دعواهای به فرزندی گرفتن کودکان در دادگاه پرچالش‌تر می‌شود. این ضمیمه بسیار مبهم بود و می‌توانست منجر به سیلی از دعاوی قضائی از طرف والدین عصبانی با هزینه مالیات دهندگان در مقابل هر کسی که برای کودکان کار می‌کند شود، شامل استادان، کارمندان کتابخانه‌ها، کارمندان اجتماعی و مشاوره دهندگان».

### ماساچوست
فعالین حقوق والدین بیان می‌دارند که «کارمندان اداره خدمات اجتماعی»‏ (DSS) ماساچوست، کودکان را بدون دلیل از والدین شان دور می‌کنند. آنها اضافه می‌کنند که به نظرشان این کارمندان بصورت نامناسب از سوی «دادگاه عالی ماساچوست» معافیت گرفته‌اند، مادران را به از دست دادن کودکانشان تهدید می‌کنند تا آنها را به زور وادار کنند که از شوهران خود جدا شده و به گروه‌های حمایتی بپیوندند. آنها می‌گویند که این گروه‌های حمایتی دو هدف را دنبال می‌کنند: اول اینکه اجازه می‌دهند تا کارمندان DSS کمک‌های مالی بیشتر را از دولت دریافت کنند تا گروه‌های حمایتی را به پیش برند و دوم به کارمندان DSS اجازه می‌دهند تا اطلاعات مورد نیاز را بدست آورده تا کودکان را از والدین‌شان دور کنند. مدافعین حقوق والدین بیان می‌کنند که سوء استفاده از قدرت صورت گرفته و در اینجا منافع شخصی نیز دخیل بوده‌است.